# Grzegorzowice-Kolonia
Grzegorzowice-Kolonia – osada wsi Grzegorzowice w Polsce, położona w województwie świętokrzyskim, w powiecie ostrowieckim, w gminie Waśniów.
W latach 1975—1998 osada administracyjnie należała do województwa kieleckiego.